# Гиперболическая группа
Гиперболическая группа — конечно-порождённая группа, граф Кэли которой, как метрическое пространство, является гиперболическим по Громову.

## Определение
На конечно-порождённой группе с выбранными образующими есть естественная метрика — словарная. Группа называется гиперболической, если, снабжённая этой метрикой, она оказывается гиперболической как метрическое пространство. Поскольку при замене выбранной системы образующих метрика меняется квазиизометрично, а гиперболичность метрического пространства при этом сохраняется — понятие оказывается не зависящим от выбора системы образующих.

## Примеры
- Поскольку гиперболичность это, в определённом смысле, «сходство» свойств метрического пространства с деревом — свободная группа (граф Кэли которой является деревом) с любым конечным числом образующих гиперболична.
- Группа PSL(2,Z) гиперболична.
- Конечная группа гиперболична.

Не примеры:
- Свободная абелева группа с двумя образующими {\displaystyle \mathbb {Z} ^{2}} не является гиперболической.
  - Более того, любая группа содержащая подгруппу изоморфную {\displaystyle \mathbb {Z} ^{2}} не гиперболична.[1][2]
- Группа Баумслага — Солитера B(m,n), а также любая группа содержащая B(m,n) как подгруппу, не гиперболична.

## Свойства
- Гиперболичность сохраняется при переходе к подгруппе конечного индекса.
- Любая гиперболическая группа является конечно-представленной: задаётся конечным числом образующих и конечным числом соотношений. (Как следствие, гиперболических групп — в отличие от всех групп вообще — лишь счётное число.)
- Гиперболичность равносильна линейному изопериметрическому неравенству: тривиальное слово, записанное как произведение N образующих, представляется как произведение CN сопряжённых к базисным соотношениям (с определённым контролем на длину сопрягающих произведений).